# Cathy Freeman
Cathrine Astrid Salome Freeman, född den 16 februari 1973 i Mackay i Queensland i Australien, är en australiensisk före detta löpare som förlorade i kortdistanslöpning, men nådde de stora framgångarna sedan hon specialiserat sig på 400 meter. Hon innehar fortfarande (januari 2020) den sjätte bästa tiden någonsin på 400 meter med 48,63 satt utomhus i Atlanta, USA, den 29 juli 1996. Freeman tände den olympiska elden vid OS på hemmaplan i Sydney år 2000. Hon blev silvermedaljör på 400 meter vid OS i Atlanta 1996, guldmedaljör vid OS i Sydney 2000 samt världsmästare på 400 meter vid världsmästerskapen i friidrott i Aten 1997 och Sevilla 1999. Hon avslutade sin idrottskarriär 2003.
Cathy Freemans mor konverterade till bahá'í när Cathy var 9-10 år och uppfostrade henne i tron.
| Årsbästa | Årsbästa |
| År       | 400 m    |
| -------- | -------- |
| 2003     | 51,66    |
| 2002     | 52,59    |
| 2001     | --       |
| 2000     | 49,11    |
| 1999     | 49,67    |
| 1998     | 50,02    |
| 1997     | 49,39    |
| 1996     | 48,63    |
| 1995     | 50,21    |
| 1994     | 50,04    |
| 1993     | ?        |
| 1992     | ?        |
| 1991     | ?        |
| 1990     | ?        |
| 1991     | ?        |
| 1989     | ?        |
| 1988     | ?        |
| 1987     | ?        |

## Tävlingsframgångar
| År   | Tävling                                             | Plats                      | Resultat | Gren          |
| ---- | --------------------------------------------------- | -------------------------- | -------- | ------------- |
| 1990 | Australiska mästerskapen                            | Melbourne, Australien      | 2nd      | 100 m         |
| 1990 | Australiska mästerskapen                            | Melbourne, Australien      | 1st      | 200 m         |
| 1990 | Samväldesspelen                                     | Auckland, Nya Zeeland      | 1st      | 4x100 m Relay |
| 1990 | Juniorvärldsmästerskapen                            | Plovdiv, Bulgarien         | 5th      | 4x100 m Relay |
| 1990 | Juniorvärldsmästerskapen                            | Plovdiv, Bulgarien         | 5th      | 200 m         |
| 1991 | Australiska mästerskapen                            | Sydney, Australien         | 1st      | 200 m         |
| 1992 | Olympiska sommarspelen 1992                         | Barcelona, Spanien         | 7th      | 4x400 m Relay |
| 1992 | Australiska mästerskapen                            | Adelaide, Australien       | 2nd      | 200 m         |
| 1992 | Australiska mästerskapen                            | Adelaide, Australien       | 3rd      | 400 m         |
| 1992 | Juniorvärldsmästerskapen                            | Seoul, Korea               | 6th      | 4x400 m Relay |
| 1992 | Juniorvärldsmästerskapen                            | Seoul, Korea               | 2nd      | 200 m         |
| 1993 | Australiska mästerskapen                            | Queensland, Australien     | 2nd      | 200 m         |
| 1994 | Australiska mästerskapen                            | Sydney, Australien         | 1st      | 100 m         |
| 1994 | Australiska mästerskapen                            | Sydney, Australien         | 1st      | 200 m         |
| 1994 | Samväldesspelen                                     | Victoria, British Columbia | 2nd      | 4x100 m Relay |
| 1994 | Samväldesspelen                                     | Victoria, British Columbia | 1st      | 200 m         |
| 1994 | Samväldesspelen                                     | Victoria, British Columbia | 1st      | 400 m         |
| 1994 | IAAF Grand Prix Final                               | Paris, Frankrike           | 2nd      | 400 m         |
| 1995 | Australiska mästerskapen                            | Sydney, Australien         | 2nd      | 200 m         |
| 1995 | Australiska mästerskapen                            | Sydney, Australien         | 1st      | 400 m         |
| 1995 | VM i friidrott                                      | Göteborg, Sverige          | 4th      | 400 m         |
| 1995 | VM i friidrott                                      | Göteborg, Sverige          | 3rd      | 4x400 m Relay |
| 1996 | Olympiska sommarspelen 1996                         | Atlanta, Georgia, USA      | 2nd      | 400 m         |
| 1996 | Australiska mästerskapen                            | Sydney, Australien         | 1st      | 100 m         |
| 1996 | Australiska mästerskapen                            | Sydney, Australien         | 1st      | 200 m         |
| 1996 | IAAF Grand Prix Final                               | Milano, Italien            | 1st      | 400 m         |
| 1997 | Australiska mästerskapen                            | Melbourne, Australien      | 2nd      | 200 m         |
| 1997 | Australiska mästerskapen                            | Melbourne, Australien      | 1st      | 400 m         |
| 1997 | VM i friidrott                                      | Aten, Grekland             | 1st      | 400 m         |
| 1998 | Australiska mästerskapen                            | Melbourne, Australien      | 1st      | 400 m         |
| 1999 | Australiska mästerskapen                            | Melbourne, Australien      | 1st      | 400 m         |
| 1999 | VM i friidrott                                      | Sevilla, Spanien           | 1st      | 400 m         |
| 1999 | VM i friidrott                                      | Sevilla, Spanien           | 6th      | 4x100 m Relay |
| 1999 | IAAF Innohus-VM i friidrott                         | Maebashi, Japan            | 2nd      | 400 m         |
| 2000 | Olympiska sommarspelen 2000                         | Sydney, Australien         | 1st      | 400 m         |
| 2000 | Olympiska sommarspelen 2000                         | Sydney, Australien         | 7th      | 200 m         |
| 2000 | Olympiska sommarspelen 2000                         | Sydney, Australien         | 5th      | 4x400 m Relay |
| 2000 | Australiska mästerskapen                            | Sydney, Australien         | 1st      | 200 m         |
| 2000 | Australiska mästerskapen                            | Sydney, Australien         | 1st      | 400 m         |
| 2000 | Golden League 2000 - Exxon Mobil Bislett Games      | Oslo, Norge                | 1st      | 400 m         |
| 2000 | Golden League 2000 - Herculis Zepter                | Monaco                     | 1st      | 400 m         |
| 2000 | Golden League 2000 - Meeting Gaz de France de Paris | Paris, Frankrike           | 1st      | 200 m         |
| 2000 | Golden League 2000 - Memorial Van Damme             | Bryssel, Belgien           | 1st      | 400 m         |
| 2000 | Grand Prix 2000 - Athletissima 2000                 | Lausanne, Schweiz          | 1st      | 400 m         |
| 2000 | Grand Prix 2000 - CGU Classic                       | Gateshead, Storbritannien  | 1st      | 200 m         |
| 2000 | Grand Prix 2000 - Melbourne Track Classic           | Melbourne, Australien      | 1st      | 400 m         |
| 2000 | Grand Prix 2000 - Tsi klitiria Meeting              | Aten, Grekland             | 1st      | 400 m         |
| 2002 | Samväldesspelen                                     | Manchester, Storbritannien | 1st      | 4x400 m Relay |
| 2003 | Australiska mästerskapen                            | Brisbane, Australien       | 1st      | 400 m         |